# Ерве Марк
Ерве Марк (фр. Hervé Marc, 12 жовтня 1903, Дуе — 24 грудня 1946, Ренн) — французький футболіст, що грав на позиції нападника.

## Життєпис
З 1921 року грав у складі клубу «Ренн». Фіналіст Кубка Франції 1921/22. В 1926—1929 роках виступав у клубі «Руан», після чого повернувся в «Ренн».
В 1928 році потрапив у заявку збірної Франції на Олімпійські ігри 1928, але на поле не виходив. Свій єдиний матч за збірну зіграв у грудні 1930 році, коли Франція в товариському матчі зустрічалась з Бельгією (2:2).

## Досягнення
- Фіналіст Кубка Франції: (1)

«Ренн»: 1921-22

## Статистика виступів

### Статистика виступів за збірну
| Дата       | Місто  | Господарі | Результат | Гості   | Турнір           | Голи | Примітки |
| ---------- | ------ | --------- | --------- | ------- | ---------------- | ---- | -------- |
| 07/12/1930 | Монруж | Франція   | 2 – 2     | Бельгія | товариський матч | -    |          |
| Усього     |        | Матчів    | 1         |         | Голів            | 0    |          |